# NDCC Mattoso Maia (G-28)
O NDCC Mattoso Maia (G-28) foi um navio de desembarque de carros de combate (NDCC) da Marinha do Brasil.
Quando em operação pela Marinha Americana(USNAVY), recebeu os seguintes premios.
- Medalha de Serviço do Vietnã para os períodos de 20 de março de 1971 a 23 de março de 1971 e de 3 de maio de 1972 a 26 de maio de 1972
- Fita de Ação de Combate para serviço em 24 de maio de 1972
- República das Filipinas Unidade Presidencial Citação com MEDTMS para o serviço de 21 de julho de 1972 a 15 de agosto de 1972, provavelmente relacionado ao Tufão Rita (1972) .
- Medalha de Serviço Humanitário para 23 de abril de 1981 e 8 de maio de 1981 por resgatar pessoas de barcos vietnamitas
- Comenda da Unidade da Marinha, de 1 de Agosto de 1990 a 30 de Abril de 1991, para serviços relacionados com a Tempestade no Deserto
- Elogio da Unidade da Marinha como parte do programa PHIBREADYGRU A, de 1 de Junho de 1990 a 1 de Abril de 1991, relativo à Tempestade no Deserto
- Medalha de Serviço no Sudoeste Asiático para 5 de setembro de 1990 a 8 de novembro de 1990 e 12 de janeiro de 1991 a 13 de março de 1991
- Foi nomeado para uma Faixa de Ação de Combate para o serviço de 17 de janeiro de 1991 a 28 de fevereiro de 1991, mas não recebeu nenhum prêmio
- Medalha Expedicionária das Forças Armadas para o serviço de 18 de outubro de 1993 a 1 de fevereiro de 1994 relativa à Operação Restore Hope , Somália
- Comemoração da Unidade Meritória no âmbito de 13 SOC da MEU de 18 de Outubro de 1993 a 2 de Fevereiro de 1994, Somália

## Missão
Integrante da Classe Newport, foi incorporado à Marinha dos Estados Unidos com o nome de USS Cayuga (LST-1186) em 8 de agosto de 1970, tendo atuado no teatro de operações da Guerra do Vietnã e da Guerra do Golfo. 
Enquanto ainda estava na Marinha dos Estados Unidos o naviu participou das gravações do filme Aeroporto 77, participando da cena de resgate dos passageiros. 
Desincorporado em 29 de julho de 1994 foi adquirido pela Marinha do Brasil e incorporado à Armada a 30 de agosto do mesmo ano. Operado pela Marinha Brasileira, tem sido intensamente empregado no transporte de veículos, equipamentos, tropas e suprimentos para a missão de paz no Haiti.
A embarcação também serve de base para operações do Grupo de Mergulhadores de Combate, normalmente precursores do desembarque das demais tropas.
No dia 28 de abril de 2010, o navio completou mil dias de mar, após cerca de 16 anos de relevantes serviços prestados à Marinha do Brasil.

## Origem do nome
O nome do navio é uma homenagem ao Almirante-de-esquadra Jorge do Paço Matoso Maia, que foi Ministro da Marinha do Brasil no período de 19 de agosto de 1958 a 3 de janeiro de 1961. Foi um dos responsáveis pela aquisição do porta-aviões Minas Gerais, comprado na Inglaterra em dezembro de 1956.

## Características

### Desempenho
- Propulsão: 6 motores diesel e 2 eixos
- Velocidade (nós): 20
- Raio de Ação (milhas): 16.000 a 14 nós
- Transporte de Tropa: 400 homens
- Capacidade de carga: 2.000 toneladas no total (apenas 500 para abicagem na praia)
- Helicóptero: plataforma
- Viatura (toneladas): 500
- Embarcação de Desembarque de Viatura e Pessoal: 3
- Embarcação de Desembarque de Viaturas e Material: 1

### Sistemas de armas
- Armamento:
 6 canhões de 76 mm
 1 sistema antimíssil 20 mm Mk15 CIWS Vulcan Phalanx (único sistema utilizado pela Marinha do Brasil, encontrando-se inoperante)

Os fuzileiros navais embarcados podem utilizar o sistema portátil Matra Mistral para aumentar a proteção antiaérea.